# 长垣县产业集聚区
长垣县产业集聚区是位于中华人民共和国河南省新乡市长垣市城南5公里处的一个重工业园区，是河南省政府认定的175个产业集聚区之一，主导产业定位为起重装备制造、防腐蚀材料加工及汽车零配件生产。分为重工业园区组团和新城工业组团，前者规划面积19平方公里，后者8平方公里。
管理这一区域的机构是长垣县产业集聚区管理委员会和河南长垣起重工业园区管理委员会，是为一个机构两块牌子，是长垣市人民政府派出机构。在国家统计局网站，辖区以河南长垣起重工业园区管理委员会之名，列为下辖的一个类似乡级单位。

## 行政区划
丁栾镇下辖以下地区：
起重园区虚拟村。